# Петров, Иван Иванович (Герой Социалистического Труда)
Иван Иванович Петров (1924 — 1973) — передовик советского сельского хозяйства, тракторист совхоза имени XXI партсъезда Осакаровского района Карагандинской области. Герой Социалистического Труда (1967).

## Биография
Свою трудовую деятельность начал в 1938 году в колхозе «Интернациональный» Осакаровского района.
Участвовал в Великой Отечественной войне. Боевой путь прошёл в артиллерийском подразделение. Освобождал Венгрию, Австрию.
После демобилизации в 1946 возвратился в Казахстан, где продолжил трудиться трактористом в колхозе «Интернациональный» (позднее — совхоз имени XXI партсъезда).
Ежегодно перевыполнял производственный план и личные социалистические обязательства. В 1966 году он за одну смену сумел обработать до 10,7 гектаров пашни. Указом Президиума Верховного Совета СССР от 19 апреля 1967 года за достигнутые успехи в увеличении производства и заготовок зерна в 1966 году удостоен звания Героя Социалистического Труда с вручением ордена Ленина и золотой медали «Серп и Молот».
Работал в совхозе до своей кончины в 1973 году.

## Награды
За трудовые и боевые успехи был удостоен:
- золотая звезда «Серп и Молот» (23.06.1966)
- орден Ленина (23.06.1966)
- Медаль «За отвагу» (СССР)